# Сантранж
Сантра́нж (фр. Santranges) — коммуна во Франции, находится в регионе Центр. Департамент — Шер. Входит в состав кантона Лере. Округ коммуны — Бурж.
Код INSEE коммуны — 18243.

## География
Коммуна расположена приблизительно в 155 км к югу от Парижа, в 80 км юго-восточнее Орлеана, в 55 км к северо-востоку от Буржа.
По территории коммуны протекают реки Авенель и Нотр-Эр.

## Население
Население коммуны на 2008 год составляло 432 человека.
| 1962 | 1968 | 1975 | 1982 | 1990 | 1999 | 2008 |
| ---- | ---- | ---- | ---- | ---- | ---- | ---- |
| 442  | 514  | 472  | 420  | 390  | 369  | 432  |

## Экономика
В 2007 году среди 254 человек в трудоспособном возрасте (15-64 лет) 167 были экономически активными, 87 — неактивными (показатель активности — 65,7 %, в 1999 году было 72,5 %). Из 167 активных работали 156 человек (92 мужчины и 64 женщины), безработных было 11 (3 мужчин и 8 женщин). Среди 87 неактивных 19 человек были учениками или студентами, 29 — пенсионерами, 39 были неактивными по другим причинам.

## Достопримечательности
- Церковь Нотр-Дам (XII век). Исторический памятник с 1931 года[3]